# Anton Waibel
Pour les articles homonymes, voir Waibel.
Anton « Toni » Waibel (né le 11 mars 1889 à Dewangen, mort le 12 février 1969 à Berlin-Ouest) est un communiste allemand.

## Biographie
Waibel vient d'une famille souabe catholique, fait un apprentissage d'ébéniste et travaille comme employé de commerce. En 1906, il est membre de la Jeunesse ouvrière socialiste (de) puis adhère en 1907 au SPD. Il participe aux congrès socialistes internationaux en 1907 et 1912. Pendant la Première Guerre mondiale, il vit un temps en Suisse. Là, il prend part à la conférence de Zimmerwald en septembre 1915, fait connaissance de Lénine et rejoignit la "gauche de Zimmerwald". Finalement, il est emprisonné pendant une courte période pour mutinerie puis expulsé vers l'Allemagne en février 1919.
En 1919, il devient membre et conseiller en propagande du KPD à Munich. Mi-mars 1919, il est envoyé par le Conseil central des conseils de Bavière de Munich à Wurtzbourg. Après la proclamation de la république des conseils à Munich par Erich Mühsam le 7 avril, Waibel proclame la République des conseils de Wurtzbourg le même jour à 16 h sur la Neumünsterplatz (aujourd'hui disparue) ; elle dure jusqu'au 9 avril. En raison de sa participation aux batailles de la république des conseils de Bavière au sein du comité d'action et à la direction de l'Armée rouge de Bavière, il est condamné à 15 ans d'emprisonnement. Il s'évade de la prison de Niederschönenfeld en 1921 et reste à l'étranger jusqu'en 1928 : d'abord à Moscou au sein du KUNMS, plus tard en tant que membre du Parti communiste de Russie pour le Komintern puis dans les Balkans. Il participe du troisième au sixième congrès mondial du Komintern. Après l'amnistie de Hindenburg (de) en 1928, après le temps passé de la peine réduite par l'amnistie, il devient secrétaire de la Rote Hilfe Deutschlands, organisation affiliée au KPD, et responsable de l'organe Tribunal et référent dans l'école du parti.
Le 30 janvier 1933, Waibel est arrêté à Stuttgart et condamné le 16 juin 1933 par la 5e division criminelle du Tribunal du Reich à une peine de deux ans d'emprisonnement. De plus, il est condamné en juillet 1933 par le tribunal régional de Stuttgart à une peine d'un an d'emprisonnement pour "mutinerie". Il est incarcéré jusqu'en 1945, en dernier dans le camp de concentration de Buchenwald. Après sa libération, il est soigné à l'hôpital jusqu'en juillet 1945. À Berlin, il dirige la section du KPD/SED à Hermsdorf jusqu'en 1947. Il s'oppose au stalinisme au sein du SED, c'est pourquoi il subit un procès du parti et est expulsé en 1951 en tant que trotskiste.

## Source de la traduction
- (de) Cet article est partiellement ou en totalité issu de l’article de Wikipédia en allemand intitulé « Anton Waibel » (voir la liste des auteurs).